# 大奥 (漫画)
『大奥』（おおおく）は、よしながふみによる日本のフィクション・時代物の少女漫画。隔月刊誌『MELODY』（白泉社）にて2004年8月号から2021年2月号まで連載された。
連載中から多くの日本の漫画賞（#受賞歴）を受賞し、ジェンダーに対する理解を深める内容を称えられジェイムズ・ティプトリー・ジュニア賞も受賞・国内外での評価は高い。雑誌『ダ・ヴィンチ』が発表した2012年の「Book of the Year 2012」では女性誌コミックランキング部門で4位。2023年6月時点でコミックスの累計発行部数は電子版を含め700万部を突破している。
メディアミックスも行われ、2010年に実写版映画第1弾、2012年にテレビドラマ・実写版映画第2弾。2023年1月からNHK「ドラマ10」枠でドラマ化（大奥 (2023年のテレビドラマ)を参照）。アニメは2023年6月からNetflixにて配信（#アニメ (Netflix)を参照）。

## 作風
日本の江戸時代をモデルとした世界で、謎の疫病で男子の人口が急速に減少した結果、社会運営の根幹や権力が男から女に移っていく様を江戸城の大奥を中心に描く。
徳川家の代々の将軍達や要職にあった者など、歴史上では男性である人物が女性に、女性である人物が男性に置き換えられている。春日局が大奥を作ったことや、当時のオランダ商館長日記「（本文八十一頁→）1647年1月6日（日）...（中略）...（本文九十一頁→）陛下（家光）は、...無帽で膝を折って、足の裏の上に、玉座も何の台もなしに、直接畳の上に（正）座しており、黒地に青い格子で覆われた着物をまとい、他（の者たち）に対して目立つところはなく、見たところは色白で美男子であり、あまり太ってはいないが体格は立派で、彼等（日本人）の標準からすれば、背丈は低いというよりはむしろ高く、顔は丸いというよりは長く、43歳を過ぎているのに、外見からすると40歳より上には見えなかった。...（後略）...」などの詳細な史実と、フィクションを織り交ぜたストーリー構成となっている。
掲載誌『MELODY』での扉絵や柱にある粗筋では「男女逆転!パラレル時代劇」「これは日本の江戸時代とは似て非なる物語」と必ず記載されており、いわゆるSF作品（歴史改変SF）であると位置付けされている。

## あらすじ
徳川三代将軍家光の時代、関東のとある山村で熊に致命傷を負わされた少年を発端に、赤面疱瘡と呼ばれる奇病が流行り始める。若い男にだけ感染するこの病は致死率80％、瞬く間に感染拡大し、約80年経過した頃には日本の男子人口は女子の1/4にまで減少していた。男子は子種を持つ大切な宝物扱い、女が全ての労働を担い家業を継ぎ、将軍職も三代目以降女が継ぐことに。夫を持てない貧しい女達は花街で種を付け、婿取りは富裕層の特権となる。
その頂点として将軍が囲った、俗に美男3000人と謳われる女人禁制の城──それが大奥である。
本作はその起こりから終焉までを、八代将軍吉宗の時代を起点とし、それ以前の出来事は彼女が読む『没日録』の内容としてほぼ時系列順に描いている。
なお、本項では便宜上、将軍の代替わりで区切って記載する。

### 8代将軍・吉宗編
正徳6年、旗本の水野祐之進は大奥御三の間に上がり、吉宗のご内証の方に選ばれる。大奥のしきたりを逆手に取った藤波の策略により水野は公には死罪となるが、吉宗の計らいで町人の進吉として生まれ変わる。
水野の一件や、オランダ商館カピタンの江戸参府の引見などを機に旧慣に疑問を持った吉宗は、御右筆頭・村瀬を訪ね、大奥の始まりから全てを記した『没日録』の頁を捲り始める。

### 3代将軍・家光編
幕府の基礎が確立されようとしていた家光（男）の治世下、赤面疱瘡で家光本人が急死してしまう。春日局はそれを隠蔽し、家光の御落胤・千恵を身代わりに立て、家光の血を繋ぐ世継ぎを産ませるために公家出身の美僧・有功を大奥入りさせる。理不尽な仕打ちに反発していた二人だったが、やがて互いの境遇と心情を知り愛を育んでいく。
春日局の死後、千恵は男子人口が元に戻るまでの措置として男名・家光を名乗り、亡父の名代を勤めると宣言。男子不足に悩まされていた大名家もこれに追随し、男名の女大名が誕生していく。
千恵は3人の姫を遺して死去し、有功は遺命で出家せず大奥総取締として大奥に留まることとなる。

### 4代将軍・家綱編
千恵の娘・家綱は政務を老中らに全任していたが政治は安定していた。明暦の大火の晩、家綱は突如義父・有功への好意を告白する。有功はこれを拒絶し、大奥を去り永光院として出家する。
家綱は世継ぎの無いまま薨去、綱吉が後を継ぐ。

### 5代将軍・綱吉編
五代将軍・綱吉はその美貌と賢さで人々から愛される日々を送っていたが、世継ぎの急死により再度の子作りを求められる。綱吉の父・桂昌院と大奥総取締・右衛門佐の権力争いも相まって日々派手になっていく綱吉の行為は男狂いの贅沢三昧と揶揄され、赤穂事件や生類憐れみの令の影響もあり市井での評判は下落。だが「男女の愛とは子作りのためだけのものではない」と諭す右衛門佐とついに結ばれ、父の呪縛を断ち切り自ら家宣を後継に指名する。
その直後、右衛門佐は死去。やがて麻疹に倒れた綱吉に、側用人・柳沢吉保は秘めた想いを告白しながら彼女の命を絶つ。

### 6代将軍・家宣編
家宣の側用人・間部詮房に拾われた勝田左京は詮房に恋心を抱くが、詮房は左京を家宣の側室にする。
六代将軍となった家宣は先代の悪政を正し、庶民からも善政を期待されたが程無く薨去。この際、取り乱した詮房と左京が関係を持ってしまったことが江島生島事件の序章となる。
左京は出家し月光院と名を改め、その娘・家継が七代将軍となる。

### 7代将軍・家継編
七代将軍・家継は幼く病弱であったため、大奥では世継ぎを巡って権力争いが起こる。先代家宣の正室であり紀州派の天英院側の謀略により、尾州派・月光院側の御年寄・江島が捕らえられる（江島生島事件）。江島は死罪を申し渡されるが月光院は紀州吉宗を推す代わりに江島の命乞いをし、天英院はこれを受け入れた。
家継は僅か7歳で病没、八代将軍は吉宗となる。
ここまでの経緯を『没日録』を読んで知った吉宗は、男子が少ない現状での開国は危険と判断し、鎖国を続けつつ赤面疱瘡の撲滅を目指す決意をする。

### 9代将軍・家重編
吉宗には3人の姫がいたが、長女・家重は言語障害・排尿障害などがあり老中らは廃嫡を上申していた。跡継ぎ問題の中、吉宗は家重の頭脳を見抜き九代将軍を継がせるが、天災や吉宗治世の負の遺産、大御所として吉宗が健在であったこともあり、家重への評判は低く無能扱いのまま一生を終える。
一方、家重を支えていた田沼意次は赤面疱瘡根絶に向け始動。長崎に平賀源内を遣わして青沼を招き、大奥で蘭学の講義を始める。

### 10代将軍・家治編
田沼意次は十代将軍・家治の下で実質的な政を司り成果を挙げていくが、吉宗の次女・宗武の娘である松平定信からは、先の後継問題で禍根が残っていたこともあり、唯金主義と批判される。
一方大奥では、青沼や黒木らによって蘭学と赤面疱瘡の研究が進み、ついに人痘法に辿り着く。人痘法は大奥で成果を上げたものの、定信の甥が副反応犠牲者となってしまい、これをきっかけに田沼一派は失脚。青沼は打首、黒木らは追放され、大奥から蘭学は一掃される。
その裏には吉宗の三女・宗尹の娘である治済の暗躍があった。家治の毒殺後、治済は密かに人痘接種を済ませていた息子・家斉を将軍に立て、三代家光公以来の男将軍がここに誕生する。

### 11代将軍・家斉編
家斉は十一代将軍に就いたが実権は母・治済が握っていた。母の本性に気付いた家斉は密かに黒木に赤面疱瘡対策を再開させ、副作用のほとんど無い熊痘に辿り着く。治済は家斉をも殺そうとするが、我が子を殺された家斉の正室、側室らに逆に毒を盛られ寝たきりの身となる。
家斉は強権的に熊痘接種を徹底させ、男子人口は急速に回復。息子・家慶を十二代将軍に就け、大御所として実権を握る。

### 12代将軍・家慶編
将軍家以下男子家督相続が復活する中、阿部正弘は女性寺社奉行として腕を振るい老中に就任する。正弘は家慶の娘・祥子が実父から性的虐待を受けていることを知り、祥子の守りとして瀧山を奥入りさせる。
その後、家慶は黒船来航のショックで急死。祥子は家定と名を改め、十三代将軍となる。

### 13代将軍・家定編
家定と正弘により鎖国は終わり日本は開国する。
薩摩藩は一橋慶喜擁立のため、近衛胤篤を家定の御台所として大奥へ送り込む。胤篤は家定に心から尽くし、やがて家定も心を開くが、懐妊した家定は出産前に薨去してしまう。胤篤は天璋院として大奥に留まり、跡継である福子改め紀州徳川家茂の後見となる。

### 14代将軍・家茂編
家茂が十四代将軍に就き、公武合体の一環として孝明天皇の弟・和宮が降嫁してくる。だが現れたのは男装した姉の親子であった。嫌がる弟の身代りをかって出たと明かす親子に家茂は向き合い、女同士ながらも夫婦のような絆を育んでいく。
一方、政治面では尊攘派と開国派の軋轢が激化していた。長州征討中、家茂は病を押して参内し勝海舟に大政奉還を指示して息を引き取る。だが「跡目は亀之助に」との遺志は継がれず、慶喜が最後の将軍になる。

### 大奥の終焉
王政復古の大号令で慶喜に全権を丸投げされた勝海舟は西郷隆盛との談判に臨む。「女が統治した恥ずべき歴史を無にするために慶喜の死が必要」という西郷の言に和宮（親子）は激怒、自らが女であることを明かし岩倉具視暗躍の証を呈示して停戦を迫る。西郷は長考の後に「代々の将軍は皆男だった」とすることで合意、無血開城が約された。
開城の日、大奥が男の園であった証は官軍によって全て処分され、没日録も焼却された。大奥に生きた人々の歴史が闇に葬られるのと引き換えに、彼らが愛した江戸の町は守られることとなったのである。
時は流れ明治四年。初洋行の島津胤篤が、同じ船で米国留学に向かう6歳の梅（おそらく津田梅子）に語りかける場面で物語は幕を閉じる。

## 登場人物
声の項はアニメ版における声優を示す。ドラマCD版のキャストは#ドラマCD参照。

### 吉宗編の人物
単行本1巻および7巻の吉宗編登場人物。
水野祐之進（みずの ゆうのしん）/ 進吉（しんきち）
声 - 関智一
貧乏旗本の部屋住み、道場で師範代の腕前。当主の母の方針で種付け料稼ぎはしなかったが貧しい女達には同情から只で付けていた。大奥に上がり水野と呼ばれる。
水野頼宣（みずの よりのぶ）
声 - 伊藤美紀
水野家当主。跡取り娘の婿取と婿に行かない息子に頭を抱える。
水野志乃（みずの しの）
声 - 東城日沙子
祐之進の姉。
おたけ
水野家の老女。
お政（おまさ）
水野家の中間。
三雲（みくも）
元大奥表使・祐之進の叔父。
お信（おのぶ）
声 - 佐藤みゆ希
裕福な大店、薬種問屋田嶋屋の跡取り娘。
徳川吉宗（とくがわ よしむね）/ 信（のぶ）
声 - 小林沙苗
8代将軍、質素倹約を旨とし大奥の美男をリストラ。鷹狩りを復活させ洋書輸入を一部解禁、町火消し・目安箱を設置、上米令で幕府財政立て直しを図る。
間部詮房（まなべ あきふさ）/ ふさ
声 - 青木瑠璃子
未曾有の財政難に豪華な御掻取を薦めて解雇される。
加納久通（かのう ひさみち）/ おみつ
声 - 本田貴子
御用取次・遠江守。
大岡忠相（おおおか ただすけ）
声 - 仲村かおり
南町奉行・越前守。
土屋政直（つちや まさなお）
老中首座・相模守。
小川笙船（おがわ しょうせん）
漢方の町医者。小石川養生所で腑分けを許される。
藤波（ふじなみ）
声 - 神奈延年
大奥総取締。
柏木（かしわぎ）
声 - 古川慎
出色の御中﨟。水野に聞香の作法を教える。
松島（まつしま）
声 - 中村悠一
御中﨟。
鶴岡（つるおか）
声 - 永塚拓馬
表使。
杉下（すぎした）
声 - 木島隆一
御三の間で水野の昇進に伴い部屋子として御広座敷に。綱吉の代から奥仕えの古参、後に御年寄に。
副島（そえじま）
声 - 伊藤健太郎
御三の間の一人。未だに若衆髷。
垣添（かきぞえ）
声 - 村瀬歩
呉服の間で水野にお万好みの流水紋で裃を仕立てる。
赤坂（あかさか）
声 - 露崎亘
呉服の間で垣添が失くした針を抓み上げる。
宮地（みやじ）/ 三郎左（さぶろうざ）
声 - 小西克幸
公儀お庭番。表向きは呉服の間の宮地。
お須磨の方（おすまのかた）/ 卯之吉（うのきち）
お半下。福姫の父にされる。
福姫（ふくひめ）
後の9代将軍。
浄円院（じょうえんいん）
吉宗の父。紀州から側室候補達を連れて来る。
竹本（たけもと）・平岡（ひらおか）
紀州から来た男達。
小宮山加解由（こみやま かげゆ）
村瀬の後継。
村瀬正資（むらせ まさすけ）
声 - 飛田展男
御右筆頭。

### 家光編の人物
徳川家光（とくがわ いえみつ）
声 - 佐藤せつじ
3代将軍、男色家。憂さ晴らしの辻斬り目的で夜歩き中お彩を手籠めに。31歳で赤面疱瘡で死亡。
家光（いえみつ）/ 千恵（ちえ）
声 - 松井恵理子
家光御落胤。11歳で春日局に拉致され亡父の代理と男装を強要された。14歳で女とバレて強姦され不埒者は手討にするも妊娠・死産を経験。政に才を発揮するが27歳で死去。
お彩（おさい）
声 - 松井暁波
春日局が乳母と屋敷を与える。
とよ
千恵の乳母。
春日局（かすが の つぼね）/ 斎藤福（さいとう ふく）
声 - 井上喜久子
家光の乳母。家光の血筋を繋ぐ子を千恵に産ませる場に大奥を作り替えた。
稲葉正勝（いなば まさかつ）/ 千熊（せんくま）
声 - 高橋英則
春日局の実子、家光の側近。
お万の方（おまんのかた）/ 万里小路有功（まで の こうじ ありこと）
声 - 宮野真守
京公家・万里小路有純の三男。院主から還俗させられ、側室・お万の方となるが、子に恵まれず大奥総取締に。
お玉の方（おたまのかた）/ 玉栄（ぎょくえい）
声 - 梶裕貴
有功随行の小僧で共に還俗し、部屋子から側室・お玉の方となり徳子を儲ける。
徳子（とくこ）
後の5代将軍。
明慧（みょうけい）
声 - 八代拓
有功随行の僧。
澤村伝右衛門（さわむら でんえもん）
声 - 上田燿司
明慧を斬り捨てた春日局腹心。
勝田頼秀（かつた よりひで）
声 - 亀山雄慈
御中臈。のちに表使。
和田正隆（わだ まさたか）
声 - 野上翔
御中臈。のちに毒見役。
角南重郷（すなみ しげさと）
声 - 岡井カツノリ
御中﨟。玉栄の罠に嵌り切腹。
六人衆（ろくにんしゅう）
松平信綱、三浦正次、阿部忠秋、太田資宗、阿部重次、堀田正盛。
松平信綱（まつだいら のぶつな）
声 - 井上和彦
老中首座・伊豆守。春日局に鎖国を指示される。
松平輝綱（まつだいら てるつな）/ しず
甲斐守・男名の女大名。信綱の娘、千恵の女将軍宣言後は女の装いに改める。
酒井忠勝（さかい ただかつ）
大老・讃岐守。
酒井忠朝（さかい ただとも）
若年寄・備後守・男名の女大名、忠勝の娘。
土井利隆（どい としたか）
若年寄・遠江守・男名の女大名。
お楽の方（おらくのかた）/ 捨蔵（すてぞう）
声 - 福山潤
千恵の側室・千代姫の父。
千代姫（ちよひめ）
後の4代将軍。
お夏の方（おなつのかた）/ 溝口左京（みぞぐち さきょう）
千恵の側室・綱重の父。
徳川綱重（とくがわ つなしげ）
甲府宰相、娘は後の6代将軍。
村瀬正資（むらせ まさすけ）
声 - 飛田展男
有功の世話係のち御右筆。

### 家綱編の人物
徳川家綱（とくがわ いえつな）/ 千代姫（ちよひめ）
4代将軍・「左様せい様」。
保科正之（ほしな まさゆき）
家綱の後見、肥後守。2代将軍秀忠の庶子。玉川上水の件などを上奏するも「左様せい」で丸投げされる。
酒井忠清（さかい ただきよ）
奏者番・河内守。
お万の方（おまんのかた）/ 万里小路有功（まで の こうじ ありこと）
家綱の父代わりとなり大奥総取締を勤める。
浅宮顕房（あさ の みや あきふさ）
家綱御台所。
矢島局（やじま の つぼね）
家綱の乳母。
花房（はなぶさ）
御右筆。
倉持（くらもち）
家綱のご内証の方。

### 綱吉編の人物
徳川綱吉（とくがわ つなよし）/ 徳子（とくこ）
5代将軍・元館林藩主。
柳沢吉保（やなぎさわ よしやす）/ おもと
側用人。
桂昌院（けいしょういん）/ お玉の方（おたまのかた）/ 玉栄（ぎょくえい）
綱吉の父。初めて天下祭の神輿を吹上に入れる。
右衛門佐（えもん の すけ ）/ 水無瀬継仁（みなせ つぐひと）
大奥総取締。
鷹司信平（たかつかさ のぶひら）
綱吉の正室。
松姫（まつひめ）
お伝の方の娘、5歳で病死。
お伝の方（おでんのかた）/ 小谷伝兵衛（こたに でんべえ）
綱吉の側室で、松姫の父、黒鍬の出。
小谷さよ（こたに さよ）
伝兵衛の姉。
大典侍（おおすけ）
綱吉の側室。桂昌院が呼び寄せた京公家の出。
新典侍（しんすけ）
綱吉の側室。右衛門佐が呼び寄せた京公家の出。
牧野邦久（まきの くにひさ）/ 阿久里（あぐり）
牧野成貞の夫。阿久里は館林時代に綱吉がつけた女名。
牧野貞安（まきの さだやす）
成貞のこの時代には珍しい男子の跡取り。
牧野時江（まきの ときえ）
貞安室。
牧野成貞（まきの なりさだ）/ 貞（さだ）
綱吉の腹心。
吉良上野介（きら こうずけ の すけ）
老女の大名。後に赤穂浪士に首級を取られる。
浅野内匠頭（あさの たくみ の かみ）
この時代には珍しい男大名。松之廊下で吉良に斬りつける。
伊達左京亮（だて さきょう の すけ）
女性大名・浅野と相役の勅使饗応役。
梶川頼照（かじかわ よりてる）
旗本。「殿中でござる」と吉良へ刃傷に及んだ浅野を取り押さえる。
大石内蔵助（おおいし くらのすけ）
大石以下赤穂浪士は全員切腹。
永光院（えいこういん）/ お万の方（おまんのかた）/ 万里小路有功（まで の こうじ ありこと)
振袖火事後落飾した有功。
徳川光貞（とくがわ みつさだ）
紀州藩主。三女お信を綱吉に拝謁させる。
徳川綱教（とくがわ つなのり）
光貞の長女。
徳川頼職（とくがわ よりもと）
光貞の次女。
お信（おのぶ）
後の8代将軍。
秋本（あきもと）/ 秋本惣次郎（あきもと そうじろう）
右衛門佐の部屋子、後に大奥総取締。眼鏡を買うために奥奉公をする。
秋本絹江（あきもと きぬえ）
秋本の妹。実兄・惣次郎との間に娘・汀を儲けた。
秋本汀（あきもと てい）
絹江の娘。惣次郎が実父とは知らない。

### 家宣編の人物
徳川家宣（とくがわ いえのぶ）
6代将軍。おふさを重用。左京との間に千代姫をもうける。
間部詮房（まなべ あきふさ）/ おふさ
側用人、猿楽の出。左京を拾って家宣の側室に。
左京の局（さきょうのつぼね）/ 勝田左京（かつた さきょう）
勝田玄白の息子。母子相姦を強いられやさぐれていた。
勝田玄白（かつた げんぱく）
元加賀藩士。息子との間に2人も子がいる。
江島（えじま）
家宣の家人。
近衛國熙（このえ くにひろ）
家宣の正室。
千代姫（ちよひめ）
後の7代将軍。
新井白石（あらい はくせき）
当代一の女儒者。

### 家継編の人物
尾州吉通（びしゅう よしみち）
継友の姉。
徳川家継（とくがわ いえつぐ）
7代将軍。
間部詮房（まなべ あきふさ）
側用人・越前守。
新井白石（あらい はくせき）
詮房と共に幼君をいただき権力の座に居座る。
土屋政直（つちや まさなお）
老中首座・相模守。
阿部正喬（あべ まさたか）
老中・豊後守。
月光院（げっこういん）
落飾後の家宣側室、家継の父。
江島（えじま）/ 江島慎三郎（えじま しんざぶろう）
大奥総取締。廓文章で紙衣の新五郎に魅かれ山村座に通う。
真田園（さなだ その）
武家娘。慎三郎の獣の様な毛深さに悲鳴をあげ、破談にする。
生島新五郎（いくしま しんごろう）
江戸一番の歌舞伎役者の女。寿曽我対面上演中捕縛される。
市川團十郎（いちかわ だんじゅうろう）
若い娘の歌舞伎役者。助六で絶大な人気を博す。
山村長太夫（やまむら ちょうだゆう）
山村座座元。
天英院（てんえいいん）
落飾後の家宣正室。紀州の芸目付と密かに連携。
藤波（ふじなみ）
天英院付。
松島（まつしま）
藤波の部下。
柏木（かしわぎ）
藤波の部下。
花房（はなぶさ）
藤波の部屋子。煙管をくすねて暇を出される。
宮路（みやじ）/ 弥助（やすけ）
江島の部下、実は紀州隠密。
梅山（うめやま）
江島の部下。助六の出端を演じてみせる。
吉川（よしかわ）
江島の部下。
沖津（おきつ）
江島の部下。
杉下（すぎした）
綱吉の代から御三の間勤め。
松前嘉広（まつまえ よしひろ）
本丸留守居・伊豆守。江島生島事件の評定所裁決を言い渡す。
坪内定鑑（つぼうち さだかね）
中町奉行・能登守。
仙石久尚（せんごく ひさなお）
大目付・丹波守。

### 家重編の人物
徳川家重（とくがわ いえしげ）
9代将軍。
大岡忠光（おおおか ただみつ）
小姓頭・御用取次。
平賀源内（ひらが げんない）/ 風来山人（ふうらいさんじん）/ 権太夫（ごんだゆう）/ 吉（きち）
「お神酒天神」で子供達を驚かせた平賀家の跡取り娘。マタギの話を聞き赤面疱瘡は熊からヒトに感染する業病ではないかと青沼らに諮る。
田沼意次（たぬま おきつぐ）/ 龍（たつ）
小姓・主殿頭。
三浦庄次（みうら しょうじ）/ お次（おつぎ）
田沼邸の用人。
田村藍水（たむら らんすい）
本草学者・源内の師、人参座を作る。
吉雄耕牛（よしお こうぎゅう）
大通詞・蘭医。
青沼（あおぬま）/ 吾作（ごさく）
吉雄耕牛の弟子・通詞・蘭医。出島のオランダ人と丸山遊女の間に生まれた金髪碧眼。耕牛の下男だった兄を、赤面疱瘡感染に絶望したことによる自殺で亡くしている。
笹岡（ささおか）・庄司（しょうじ）・野々宮（ののみや）
御右筆。
杉下（すぎした）
御年寄、後に大奥総取締。
高岳（たかおか）・桜小路（さくらこうじ）
杉下の下役。
芳三（よしぞう）/ 善次郎（ぜんじろう）
柳橋の名亭から御膳所に上がり入牢中のお幸の方に鰻の樺焼き丼を試食願う。後に御仲居頭、念弟の清吉と共に源内の御持たせを鰻丼に仕立てる。
勇次（ゆうじ）
御仲居。
市之助（いちのすけ）・浩蔵（こうぞう）
御仲居、新参の芳三を虐める。
比宮実行（なみ の みや さねゆき）
家重の正室。
お幸の方（おこうのかた）/ 梅渓守幸（うめたに もりゆき）
家重の側室・竹姫の父。お千瀬の方に斬り掛かって座敷牢に。
竹姫（たけひめ）
後の10代将軍。
お千瀬の方（おちせのかた）
家重の側室。
貴子（たかこ）
京の公家の姫。夫と死別後かつて許婚だった梅溪守幸との復縁を望む。
左近（さこん）・吉野（よしの）
家重の御中臈。
松平乗邑（まつだいら のりさと）
老中・左近衛将監。家重廃嫡を上申。
田安宗武（たやす むねたけ）
吉宗の次女。
一橋宗尹（ひとつばし むねただ）/ 小夜姫（さよひめ）
吉宗の三女。
林大学頭（はやし だいがく の かみ）
竹姫の侍講。
青木昆陽（あおき こんよう）
儒者「甘藷先生」。
加納久通（かのう ひさみち）
吉宗を将軍にするため尾州吉通と紀州綱教・頼職を弑したと告白。
徳川吉宗（とくがわ よしむね）
意次に赤面疱瘡撲滅を遺言。

### 家治編の人物
田沼意次（たぬま おきつぐ）
老中。相次ぐ天災で干拓事業を断念、失脚。
平賀源内（ひらが げんない）
謀られて瘡毒をうつされ、情人菊之丞に看取られる。
瀬川菊之丞（せがわ きくのじょう）
歌舞伎役者の女。
うな藤（うなふじ）
源内が土用の丑の日を勧め芳三の鰻丼仕立てを教える鰻屋。
高岳（たかおか）
大奥総取締。
黒木（くろき）/ 黒木順太郎（くろき じゅんたろう）
高岳のお世話係から青沼の助手に。
黒木良春（くろき りょうしゅん）
蘭医・順太郎の父。
黒木峰（くろき みね）
黒木家当主・順太郎の母。本家に頼み士分で息子を大奥に。
僖助（きすけ）
御半下、実家は大店。青沼の受講生『医宗金鑑』で人痘法副反応致死率3％と調べ上げる。
伊兵衛（いへえ）/ 青海屋伊予吉（おうみや いよきち）
呉服の間のお針子・青海屋の次男。青沼の受講生、僖助と供に人痘接種志願。
青海屋仁左衛門（おうみや にざえもん）
御用商人・伊予吉の母。
鹿内（しかうち）
呉服の間頭。
白浜（しらはま）
鹿内の念弟。
青沼（あおぬま）/ 吾作（ごさく）
『トルコ書簡集』に学び軽症の赤面疱瘡の人痘接種に成功。
池内（いけうち）
上臈御年寄。流感が猛威を奮った折亡くなる。
与之助（よのすけ）
御膳所内風熱発生で青沼を頼る。
草加（くさか）
将軍付き御中臈、青沼の受講生、赤面疱瘡を発症。
田安宗武（たやす むねたけ）
田安家初代・権中納言。
松平定信（まつだいら さだのぶ）/ 聡子（さとこ）
宗武の娘、白河藩主の養子に出されてしまう。
北橋（きたはし）
聡子の乳母。
田沼意知（たぬま おきとも）
若年寄・山城守、意次の娘。
佐野善右衛門政言（さの ぜんえもん まさこと）
意知を暗殺し切腹。
徳川家治（とくがわ いえはる）
10代将軍。青沼は一目で砒素中毒と見立てる。
五十宮倫仁（いそ の みや ともひと）
家治の正室。
徳川家基（とくがわ いえもと）/ 千代姫（ちよひめ）
家治の娘・18歳で突然死。
お知保の方（おちほのかた）/ 保川（やすかわ）
家治の側室・家基の父。
一橋治済（ひとつばし はるさだ）
一橋家2代目。
豊千代（とよちよ）
治済の長男・後の11代将軍。
松方（まつかた）
御中﨟。
松平武元（まつだいら たけちか）
老中・右近衛将監。
松平康福（まつだいら やすよし）
老中・周防守。
松平輝高（まつだいら てるたか）
老中・佐渡守。
水野忠友（みずの ただとも）
老中・出羽守。
杉田玄白（すぎた げんぱく）
蘭医・源内の男の友人。『解体新書』の翻訳で青沼を訪ねる。

### 家斉編の人物
徳川吉宗（とくがわ よしむね）
自ら考案した簡天儀を西川正休に作らせる。
西川正休 / 忠次郎（ちゅうじろう）
西川如見の子。天文方を拝命。
徳川家斉（とくがわ いえなり）
11代目で男の将軍。黒木に天文方附属翻訳局で赤面疱瘡に取り組ませる。
松方（まつかた）
中奥総取締。
清吉（せいきち）
中奥御仲居頭。芳三相伝の鰻重は家斉の大好物。
庄司（しょうじ）
元大奥御右筆。青沼の蔵書を中奥に隠す。
徳川治済（とくがわ はるさだ）
家斉の母。少女時代から、多数の人々を殺害している。
武田（たけだ）/ 武女（むめ）
治済の汚れ仕事担当。
茂姫（しげひめ）
家斉の正室・敦之助の生母。治済が音物を悪用した真相に気付き、敵を討つ。
敦之助（あつのすけ）
家斉の五男・夭逝。
吉野（よしの）
茂姫付御中臈。
お志賀の方（おしがのかた）/ 滝沢（たきざわ）
総姫の生母・大奥総取締。
総姫（そうひめ）
家斉の五女・夭逝。
お満武の方（おまんのかた）
竹千代の生母。
竹千代（たけちよ）
家斉の長男・夭逝。
お楽の方（おらくのかた）
家慶の生母。
徳川家慶（とくがわ いえよし）
家斉の次男・後の12代将軍。
お宇多の方（おうたのかた）
敬之助の生母。
敬之助（たかのすけ）
家斉の三男・夭逝。
お美代の方（おみよのかた）
家斉の寵姫。実父は感応寺住職日啓。
松平定信（まつだいら さだのぶ）
治済の大御所の尊号を却下して老中を罷免されてしまう。
黒木良順（くろき りょうじゅん）
熊痘を成功させ大槻玄沢に後事を任せて町医者に戻る。
青海伊兵衛（おうみ いへえ）
黒木の養生所の助手。
僖助（きすけ）
田嶋屋に縁付く。
黒木青史郎（くろき せいしろう）
良順の息子、熊痘接種第一号。後の黒木清順。
平助（へいすけ）
清史郎の次に熊痘接種。
瓦版屋（かわらばんや）
平助の叔母。「ユウトウ」無料接種案内の瓦版を即売。
るい
良順の妻・青史郎の母。「ユウトウ」案内を田嶋屋で配布してもらう。
杉田玄白（すぎた げんぱく）
熊痘接種でも良順に協力。
岡田甫説（おかだ ほせつ）
『ハルマ和解』編纂者。ジェンナーの牛痘法を良順に伝えた。
大槻玄沢（おおつき げんたく）
蛮書和解御用に改称された翻訳局に仕官。
高橋景保（たかはし かげやす）
天文方のメガネ女子。青沼の『ラランデ天文書』を良順から贈られる。
高橋遼太（たかはし りょうた）
景保の息子、算額好きのメガネ男子。赤面疱瘡で急死。
渋川正陽（しぶかわ まさてる）
天文方役人。
渋川孫次郎（しぶかわ まごじろう）
正陽の次男。赤面疱瘡発症。
安藤信成（あんどう のぶなり）
老中・対馬守。
青山忠裕（あおやま ただひろ）
老中・因幡守。
堀田正敦（ほった まさあつ）
若年寄・摂津守・天文方支配。

### 家慶編の人物
徳川家慶（とくがわ いえよし）
12代将軍。祥子を手元に留めたくて次期将軍に指名。
徳川家定（とくがわ いえさだ）/ 祥子（さちこ）
後の13代将軍。
お美津の方（おみつのかた）
祥子の生母、父子相姦を見て見ぬふり。
歌橋（うたはし）
祥子の乳母、荻生徂徠を読む祥子に感心。
お久の方（おひさのかた）
家慶の側室。
鷹司任親（たかつかさ ただちか）
家定の正室。初夜に家慶に毒を盛られる。
徳川家斉（とくがわ いえなり）
大御所。男子相続を復活させる。
広大院（こうだいいん）/ 茂姫（しげひめ）
奥女中の風紀紊乱取締を正弘に頼む。
阿部正寧（あべ まさやす）
正弘の兄。
阿部正弘（あべ まさひろ）/ 真佐女（まさじょ）
伊勢守。阿部家相続を家斉に許され、寺社奉行から老中に。
日啓（にっけい）
お美代の方の父。正弘に流刑に処され牢死。
水野忠邦（みずの ただくに）
女性の老中・越前守。
堀田正睦（ほった まさよし）
男の老中・備中守。
遠山金四郎景元（とおやま きんしろう かげもと）
男の旗本・北町奉行・左衛門尉。二の腕に桜吹雪の彫物が有る。
青海先生（おうみ せんせい）
青海伊兵衛の息子。新之助に月謝免除で蘭語を教える。
新之助の母（しんのすけ の はは）
百人組の与力。大塩平八郎を例に「男がのさばる世」に不満。自分の上司と夫の密通を知り二人を成敗し自害。
武盛（たけもり）
新之助の兄、不祥事で自刃。
瀧山（たきやま）/ 新之助（しんのすけ）
蘭学者を夢見る少年だったが、芳町に売られ陰間となり正弘が落籍。
吉川（よしかわ）
阿部邸の男の家人。
黒木清順（くろき せいじゅん）/ 青史郎（せいしろう）
蘭医・黒木良順の息子。
黒木源三郎（くろき げんざぶろう）
清順の三男・他医家の養子にでる。

### 家定編の人物
徳川家定（とくがわ いえさだ）
13代将軍。
徳川家慶（とくがわ いえよし）
黒船来航でショック死。
一条秀久（いちじょう ひでひさ）
家定の継室。
姉小路（あね の こうじ）
上臈御年寄。
お志賀の方（おしが の かた）
家定の側室。
瀧山（たきやま）
西の丸奥、後に大奥の総取締。
梅本（うめもと）
瀧山の部屋子。
マシュー・ペリー
開国要求しに黒船で来航。翌年日米和親条約締結に至った。
阿部正弘（あべ まさひろ）
老中主座。別段風説書で砲艦外交は想定内、大統領親書に対する意見書を公募してから日米和親条約を結ぶ。
勝義邦（かつ よしくに）
後の勝海舟。長崎海軍伝習所に修学。
徳川斉昭（とくがわ なりあき）
水戸家当主。
島津斉彬（しまづ なりあきら）
島津氏当主。
近衛忠煕（このえ ただひろ）
今和泉島津家からの斉彬の養子忠敬を近衛家の養子として輿入れさせる。
近衛胤篤（このえ たねあつ）/ 島津忠敬（しまづ ただすみ）
西郷吉之助が揃えた金に糸目を付けぬ輿入れ道具を真似て、実家が裕福な大奥の男衆は舶来品を買い漁る。

### 幕末編の人物
徳川家定（とくがわ いえさだ）
胤篤に生姜糖を勧められ、庭歩き・乗馬にも挑戦した結果、体力が戻り、羹や鱚両様を御替りする程食欲旺盛になる。後に悪阻で食が進まなかった際、それを詫びる口実として御膳所へ胤篤を伴い、カステラ作りの腕を見せる。
天璋院（てんしょういん）/ 近衛胤篤（このえ たねあつ）
江戸城明渡しを控え大奥の主として「静謐に」と主戦論者を含む幕臣に通達する。
豊倹院（ほうけんいん）/ お志賀の方（おしがのかた）
家定の側室。
瀧山（たきやま）
緊縮財政で長袴が禁止される。『ドゥーフ・ハルマ』で蘭語を自習してはいたが、ええじゃないか騒ぎの頃には勝に英語を習い始める。
仲野（なかの）/ 吉兵衛（きちべえ）
瀧山の小姓。瓦解後は彼の養子のメガネ男子。
幾島（いくしま）
胤篤付き御年寄。
中澤（なかざわ）/ 津村重三郎（つむら じゅうざぶろう）
胤篤付き御中﨟・薩摩の隠密。御猫様さと姫のお世話係。
三ツ矢（みつや）
胤篤付き御中﨟、実家の日本橋絹問屋が横濱村に支店を出すので大奥を暇乞い。
黒木（くろき）/ 黒木源次郎（くろき げんじろう）
胤篤付き御中﨟・黒木清順の次男。米総領事ハリスを引見する家定の身代りとなる。
池谷（いけたに）
胤篤の裃を仕立てた褒美に御嘉祥の祝菓子が振る舞われる。
タウンゼント・ハリス
米総領事。日米修好通商条約を締結。
森山栄之助（もりやま えいのすけ）
幕府の蘭・英語通詞。
阿部正弘（あべ まさひろ）
心労で倒れ、家定手製のカステラを瀧山が見舞いに届ける。
堀田正睦（ほった まさよし）
老中主座・備中守。
川路聖謨（かわじ としあきら）
旗本・勘定奉行。
井伊直弼（いい なおすけ）
大老・掃部頭。
安藤信正（あんどう のぶまさ）
老中・対馬守。
板倉勝静（いたくら かつきよ）
老中・周防守。
一橋慶喜（ひとつばし よしのぶ）
将軍後見職のちに15代将軍。
朝廷参預（ちょうてい さんよ）
一橋慶喜・島津久光・伊達宗城・松平春嶽・山内容堂・松平容保。
勝海舟（かつ かいしゅう）/ 勝麟太郎（かつ りんたろう）
安房守・軍艦奉行。陸軍総裁として西郷と対峙。新門辰五郎に1812年ロシア戦役を真似て焦土作戦を依頼しておいた。
坂本龍馬（さかもと りょうま）
勝を斬りに来て一刻話して弟子になり開国論者として帰った。
三条実美（さんじょう さねとみ）
攘夷派堂上筆頭、8月18日の政変で追放される。
岩倉具視（いわくら ともみ）
和宮降嫁を手配したが後に錦の御旗を作らせ倒幕派に。
島津斉彬（しまづ なりあきら）
島津宗家当主・太守。練兵中急死。
島津久光（しまづ ひさみつ）
大隅守。文久の改革の帰路生麦事件が起こる。
西郷隆盛（さいごう たかもり）
胤篤の入輿で働き振りを労われたが、後に東征軍を率いる。
益満休之助（ますみつ きゅうのすけ）
西郷の密命で江戸市中を混乱させる。
ハリー・パークス
英国公使。
アーネスト・サトウ
英国公使館通訳。
楠本イネ（しいもと いね）
シーボルトの娘。家茂を診察。
徳川家茂（とくがわ いえもち）/ 福子（とみこ）
14代将軍。軽羹で天璋院にもてなされ、咸臨丸を壮行し、勝に海軍を委ねる。和宮の秘密を言上する約束で上洛、衣冠束帯で昇殿し禁裏を驚かす。
孝明天皇（こうめい てんのう）
当今。和宮の内親王たる身位を保証する宸翰を家茂に預ける。
静寛院宮（せいかんいん の みや）/ 和宮（かず の みや）
孝明帝異母妹。家茂の形見の西陣織に泣き崩れる。東海道鎮撫総督橋本実梁に歎願の使者を差し向け、江戸を守る。
田安亀之助（たやす かめのすけ）
16代目宗家。和宮を弔問し菱葩餅の御相伴に与る。
田安慶頼（たやす よしより）
越後上布を瀧山に付け届ける。
有栖川宮熾仁親王（ありすがわ の みや たるひと しんのう）
後に東征大総督。
橋本実麗（はしもと さねあきら）
観行院の兄。
和宮（かず の みや）
本物の男宮。表向き自害した事にして出家。
観行院（かんぎょう いん）
和宮の生母。男装し官人庭田の名で江戸に下る。
土御門（つちみかど）
和宮の乳母。男装して江戸に下る。
絵島（えじま）
和宮附官人。下沓を履かない御所風が諍いに。
田中（たなか）
絵島の下役の男。
佐竹（さたけ）・日下部（くさかべ）
和宮の湯殿係の小姓。
能登（のと）/ お志摩（おしま）
家茂の乳母子。男装し官人能登として観行院らの世話をし、天璋院のポトガラに胤篤の身代りに収まる。
波江（なみえ）
家茂の乳母・お志摩の母。
実成院（じつじょういん）
家茂の生母。
つよ
家茂上洛時の侍女。
松之助（まつのすけ）
家定の代からの御仲居頭。
相模屋（さがみや）
吉宗の代からの御用菓子屋。
深草（ふかくさ）
最後の右筆として『没日録』をしたためる。
黒木源一郎（くろき げんいちろう）
黒木清順の長男、家定臨終に立ち会った蘭医。「死因は妊娠後期の肝硬変」と胤篤に告げる。
津田梅子（つだ うめこ）
洋上で胤篤から女将軍が治めた世の真実を明かされる。

## 用語解説

### 没日録
（ぼつじつろく）： 春日局の命で、疫病の蔓延で真の家光死亡を隠蔽工作した事蹟から全てを、御右筆が記録し始めた。

### 赤面疱瘡
（あかづらほうそう）： 架空の伝染病。国内の風土病なのか他国は治療法が確立されているのかも分かっていない。男だけ罹患し高熱を発し真っ赤な発疹が爛れる致死率80％の強毒性と軽症で済む弱毒性があり、後者に吾作が感染。発疹も高熱も引いて全快し、吾作は神懸かりかと思った。

### 赤の熊様
（あかのくまさま）： 軽症の赤面疱瘡の熊。人獣共通感染症と見立てた源内の指南通りに、マタギの山里で捕獲した個体から軽症の「赤の種」を継ぎ「熊牧場」で囲っていた。

### 熊痘
（ゆうとう）： ジェンナーの牛痘接種法の様に、軽症の赤面疱瘡の熊から膿疱抽出し男子に接種。

### 本作での大奥
長局向に一の側から上臈御年寄・御年寄、二・三の側に他の御目見以上、四の側に御目見え以下の居所並びに座敷牢が按配され、上臈御年寄・御年寄になると町屋敷を拝領する者もいた。また贈答儀礼の重要な部分を担っていた。旗本や御家人が雇用されたが、時代が降ると裕福な町人出も行儀見習いで上がるようになる。

#### 大奥内の役職
御目見え以上
将軍の御目通りが許されるのが「御目見え以上」。なお帯刀が許されるのは「御目見え以上」と「御火の番」のみ。
•上臈御年寄（じょうろうおとしより）
階級は最上位。
•大奥総取締（おおおくそうとりしまり）
大奥の実権を握る。御年寄の中から一名が就任。
•御年寄（おとしより）
「表」の老中に匹敵。
•御客応答（おきゃくあしらい）
大奥来訪の使者接待役。
•中年寄（ちゅうどしより）
御年寄の代理・毒見役。
•中﨟（ちゅうろう）
将軍と御台所の侍僕、夜伽を勤めた中﨟は「お手つき」、子を授かれば「お腹様」と呼ばれる。
•小姓（こしょう）
部屋子。
•御錠口（おじょうぐち）
大奥と中奥の出入口の管理担当。
•表使（おもてづかい）
物資調達を広敷役人に要請。
•御広座敷（おひろざしき）
表使の下役。
•右筆（ゆうひつ）
「表」への文書・諸家への書状・大奥で起きた全ての記録作成。
•呉服の間（ごふくのま）
大奥中の衣服全てを仕立てる。
•御伽坊主（おとぎぼうず）
僧侶ではない。去勢されて男ではない事を表すために坊主頭。
御目見え以下
将軍に目通りが許されない。御火の番のみ帯刀。
•御三の間（おさんのま）
御三の間以上の居間の掃除担当。
•御仲居（おなかい）
御膳所にて煮炊き担当。
•火の番（ひのばん）
火の元を見回る。
•御半下（おはした）
御目見え以下の中でも最下位の下男。

#### 大奥の決まりごと
◈大奥法度（おおおく はっと）
「大奥で見聞きしたる事如何なる事も親兄弟は元より一切外様へ申すまじき事」。
◈誓詞血判（せいし けっぱん）
誓約の文書に署名・血判、お目見え以上の者の新規採用には御年寄・御広座敷御用人・表使・右筆が立ち会い新しい名を与える。
◈御内証の方（ごないしょう の かた）
未婚の女将軍を破瓜して傷を付ける大罪人としてお勤め後打首。
◈お添寝役（おそいね やく）
夜伽を勤める者が人事や待遇の不届きなおねだりをしない様に付けた監視役。
◈御褥滑り（おしとね すべり）
35歳を越えた者は夜伽を辞退。

## ドラマCD
『大奥』極上音絵巻
- 掲載誌『MELODY』と第1巻連動で行われた応募者全員サービスのために作られた。

 声優
- 水野祐之進：小西克幸
- 徳川吉宗：田中敦子
- 杉下：堀内賢雄
- 藤波：若本規夫
- 柏木：川島得愛
- 松島：山野井仁
- 鶴岡：中村俊洋
- 副島：竹田雅則
- 垣添：菅沼久義
- 赤坂：髙階俊嗣
- 三郎左：岩田翼
- 加納久通：石塚理恵
- 間部詮房：斎藤恵理
- お信：小林沙苗
- 三田村：原田正夫
- 水野の母：真山亜子
- 町人：足立友、〆野潤子、藤村歩、宮本真利、床井聖子、平野佳奈
- ナレーション：西村知道

ドラマCD『大奥』
- 第15巻の初回特装版に同梱されたもの。初期の人気エピソード「有功・家光編」を音と声で物語る。

 声優
- 万里小路有功：興津和幸
- 徳川家光：金元寿子
- 玉栄：河西健吾
- 春日局：沢海陽子

他

## 実写映画
2010年10月1日公開された。水野祐之進を二宮和也、徳川吉宗を柴咲コウが演じた。

## テレビドラマ・実写映画 (TBS)
2010年の水野・吉宗を主人公とした映画に続き、2012年に連続テレビドラマで有功・家光の時代、映画第2作で右衛門佐・綱吉の時代を描いた実写映像作品が製作された。これらはいずれもTBSテレビを中心とする製作委員会によるプロジェクトで、監督およびメイン演出は金子文紀による。

## テレビドラマ (NHK)
2023年1月からNHK総合テレビ「ドラマ10」枠でドラマ化。9代将軍・家重編から物語のラスト・大政奉還まで映像化されるのはこれが初となる。同年秋よりSeason2放送。

## Webアニメ (Netflix)
阿部記之監督、スタジオディーン制作によるWebアニメ。2023年6月29日よりNetflixにて独占配信中。全10話。
2023年3月25日に行なわれた「AnimeJapan 2023」にて、数枚の場面カットおよびメインキャストとともに、本作がNetflixにてアニメ化されることが発表。同年5月23日、メインビジュアルおよび予告編とともに本作の配信開始日が告知された。

### スタッフ
| 原作                         | よしながふみ     |
| 監督・音響監督               | 阿部記之         |
| シリーズ構成・脚本           | たかすぎ梨香     |
| キャラクターデザイン         | 佐藤陽子         |
| 美術監督                     | 桧垣仁希         |
| 美術設定                     | 藤瀬智康         |
| 美術監修                     | 佐藤勝           |
| 色彩設計                     | 安住唯           |
| 撮影監督                     | 下崎昭           |
| 3DCGディレクター             | 大嶋慎介         |
| 音楽                         | 川井憲次         |
| アニメーションプロデューサー | 齋藤隆行         |
| アニメーション制作           | スタジオディーン |
| エグゼクティブプロデューサー | 許瑠伊           |
| 企画・製作                   | Netflix          |

### 各話リスト
| 話数 | 絵コンテ                         | 演出                                   | 作画監督 | 総作画監督                                           |
| ---- | -------------------------------- | -------------------------------------- | --- | ---------------------------------------------------- |
| 1    | 沖田宮奈 ヤマサキオサム 阿部記之 | にわ素彦 なかの★陽 阿部記之 長井惟杜子 | 森本浩文 久保美月 松井晟花 張昀 藤優子 小島絵美 若山政志 宇都木勇 澤井真紀 高澤美佳 中熊太一 浪上悠里 渡部ゆかり 杉本梨渚  | 大和田彩乃 中山由美 ウクレレ善次郎 日向正樹          |
| 2    | 沖田宮奈                         | 久保太郎 鈴木佑太 江副仁美 村田尚樹    | 黄凤 宇都木勇 丸英男 中熊太一 森本浩文 楊明坤                                                                              | 森本浩文 日向正樹                                    |
| 3    | 大庭秀昭                         | 大庭秀昭                               | 浪上悠里 澤井真紀 黄凤 若山政志 大和田彩乃 高澤美佳 久保美月                                                               | 大和田彩乃 日向正樹                                  |
| 4    | なかの★陽 沖田宮奈               | なかの★陽                              | 藤優子 張昀 小島絵美 佐々木剛 宇都木勇 渡部ゆかり 皆川愛香利 久保美月 伊更あめ 宋善永                                      | 中山由美 皆川愛香利 ウクレレ善次郎 日向正樹          |
| 5    | 沖田宮奈                         | にわ素彦                               | 森本浩文 宇都木勇 浪上悠里 澤井真紀 黄凤 EN.studio                                                                         | 日向正樹                                             |
| 6    | 殿勝秀樹                         | 村田尚樹                               | 張昀 丸英男 小島絵美 若山政志                                                                                              | 中山由美 ウクレレ善次郎 工藤裕加                     |
| 7    | 江副仁美                         | 江副仁美                               | 佐々木綾 久保美月 澤井真紀 小島絵美 高澤美佳                                                                               | 大和田彩乃 日向正樹                                  |
| 8    | 沖田宮奈                         | 鈴木佑太                               | 森本浩文 宇都木勇 能條理行 浪上悠里 藤優子 黄凤 孫一銘 鬼冢塵葬                                                            | 日向正樹 森本浩文                                    |
| 9    | 大庭秀昭                         | 大庭秀昭                               | 張昀 若山政志 丸英男 細川智代 小島絵美 高澤美佳 中山由美 重松佐知子 浪上悠里                                               | 日向正樹 中山由美 ウクレレ善次郎 大和田彩乃          |
| 10   | 北村真咲                         | 阿部記之 長井惟杜子                    | 森本浩文 ウクレレ善次郎 張昀 小島絵美 藤優子 大和田彩乃 浪上悠里 久保美月 浪上悠里 佐々木綾 伊更あめ 杉本梨渚 寧波麦冬映画 | 中山由美 森本浩文 ウクレレ善次郎 大和田彩乃 日向正樹 |

## 受賞歴
- 第5回（平成17年度）センス・オブ・ジェンダー賞 特別賞 - 単行本第1巻に対して[17][18]
- 第10回文化庁メディア芸術祭マンガ部門優秀賞（2006年）[17][19]
- 第13回手塚治虫文化賞マンガ大賞（2009年）[17][20]
- 2009年度ジェイムズ・ティプトリー・ジュニア賞（2010年） - 英語訳1巻と2巻に対して[21][17]
- 第1回ananマンガ大賞（2010年）[17]
- 第56回（平成22年度）小学館漫画賞少女向け部門[17][22]
- 第42回（令和3年度）日本SF大賞[17][23]
- 第72回（令和3年度）芸術選奨文部科学大臣新人賞 - 『大奥』『きのう何食べた?』に対して[24]
- 第21回（令和3年度）センス・オブ・ジェンダー賞 SOG Hall Of Fame Award 殿堂賞 - 完結に際して[25][26]

## 書誌情報

### コミックス
- よしながふみ 『大奥』 白泉社〈ジェッツコミックス→ヤングアニマルコミックス[注釈 12]〉、全19巻[27]
  1. 2005年10月4日発行、ISBN 4-592-14301-9
  2. 2006年12月4日発行、ISBN 4-592-14302-7
  3. 2007年12月25日発行、ISBN 978-4-592-14303-1
  4. 2008年12月24日発行、ISBN 978-4-592-14304-8
  5. 2009年10月5日発行、ISBN 978-4-592-14305-5
  6. 2010年8月28日発行、ISBN 978-4-592-14306-2
  7. 2011年6月28日発行、ISBN 978-4-592-14307-9
  8. 2012年9月28日発行、ISBN 978-4-592-14308-6
  9. 2012年12月3日発行、ISBN 978-4-592-14309-3
  10. 2013年10月28日発行、ISBN 978-4-592-14310-9
  11. 2014年8月28日発行、ISBN 978-4-592-14545-5
  12. 2015年6月26日発行、ISBN 978-4-592-14546-2
  13. 2016年4月28日発行、ISBN 978-4-592-14547-9
  14. 2017年2月28日発売、ISBN 978-4-592-14548-6
  15. 2017年12月28日発売、ISBN 978-4-592-14549-3
  16. 2018年10月29日発売、ISBN 978-4-592-16276-6
  17. 2019年8月28日発売、ISBN 978-4-592-16277-3
  18. 2020年6月26日発売、ISBN 978-4-592-16278-0
  19. 2021年2月26日発売、ISBN 978-4-592-16279-7 / ISBN 978-4-592-16280-3（大奥-没日後録-付き特装版）
- 英語訳 "Ōoku: The Inner Chambers" (VIZ Media) 、全19巻[28]
  1. 2009年8月18日、ISBN 1-4215-2747-2
  2. 2009年12月15日、ISBN 1-4215-2748-0
  3. 2010年4月20日、ISBN 1-4215-2749-9
  4. 2010年8月17日、ISBN 1-4215-3169-0
  5. 2010年12月21日、ISBN 1-4215-3669-2
  6. 2011年7月19日、ISBN 978-1-4215-3961-4
  7. 2012年7月10日、ISBN 978-1-4215-4220-1
  8. 2013年9月17日、ISBN 978-1-4215-5482-2
  9. 2014年1月21日、ISBN 978-1-4215-5877-6
  10. 2014年11月18日、ISBN 978-1-4215-7242-0
  11. 2015年11月17日、ISBN 978-1-4215-7979-5
  12. 2016年11月15日、ISBN 978-1-4215-8643-4
  13. 2017年11月21日、ISBN 978-1-4215-9215-2
  14. 2018年11月20日、ISBN 978-1-4215-9775-1
  15. 2019年5月21日、ISBN 978-1-9747-0316-6
  16. 2019年12月17日、ISBN 978-1-9747-0840-6
  17. 2020年8月18日、ISBN 978-1-9747-1488-9
  18. 2021年6月15日、ISBN 978-1-9747-2223-5
  19. 2022年3月15日、ISBN 978-1-9747-2654-7
- 中國語訳 『大奥』 (尖端出版) 既刊15巻（2019年2月現在）
  1. 2007年2月15日発行、EANコード 4717702205171
  2. 2007年9月10日発行、EANコード 4717702214357
  3. 2008年4月14日発行、EANコード 4717702216856
  4. 2008年12月24日発行、EANコード 4717702229382
  5. 2009年11月20日発行、EANコード 4717702230074
  6. 2011年1月1日発行、EANコード 4717702236724
  7. 2013年6月19日発行、EANコード 4717702242053
  8. 2014年4月3日発行、EANコード 4717702259983
  9. 2014年9月16日発行、EANコード 4717702262730
  10. 2015年6月16日発行、EANコード 4717702264390
  11. 2016年4月22日発行、EANコード 9789571065700
  12. 2016年9月30日発行、EANコード 9789571069111
  13. 2017年4月14日発行、EANコード 9789571073361
  14. 2017年12月8日発行、EANコード 9789571078557
  15. 2019年2月27日発行、EANコード 9789571084800

### 関連書籍
- よしながふみ、男女逆転「大奥」製作委員会『映画＆原作 大奥 公式ガイドブック -大奥細見-』白泉社〈JETS COMICS〉、2010年9月5日、1-156頁。ISBN 978-4-592-14800-5。※2010年8月28日発売[29]。
- よしながふみ、NHKエンタープライズ『公式ファンブック「大奥」総攬』白泉社〈YOUNG ANIMAL COMICS〉、2023年10月5日、1-158頁。ISBN 978-4-592-16600-9。 ※2023年9月29日発売／帯に【完全版】と案内。
- 稲垣知哉 編『大奥 Season2 完全ガイドブック』（初版）東京ニュース通信社〈TOKYO NEWS MOOK：通巻1103号〉、2023年11月29日、1-102頁。ISBN 978-4-86701-712-8。
- 太陽の地図帖編集部 編『（太陽の地図帖_039） よしながふみ「大奥」を旅する』平凡社〈別冊太陽 おとなの「旅」の道案内 ムック〉、2021年9月3日、1-111頁。ISBN 978-4-582-94608-6。※2021年8月5日発売。